# 坎德拉 (福賈省)

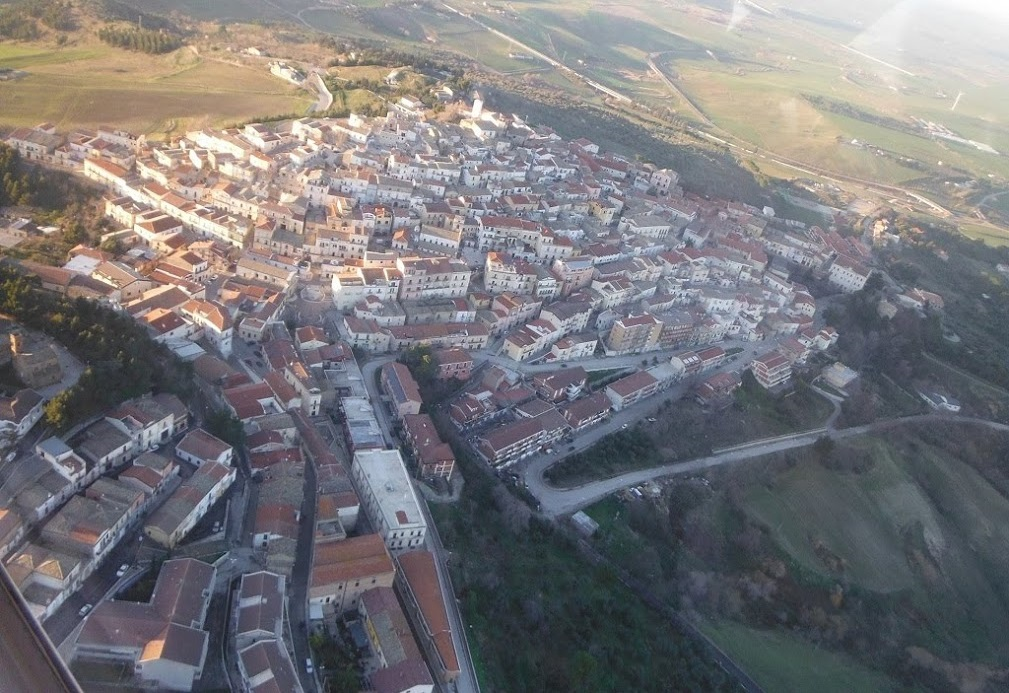
上空照

坎德拉（義大利語：Candela）是意大利普利亚大区福賈省的市鎮，位於該國東南部，距離省府福賈約40公里，面積96平方公里，海拔高度474米，2009年人口2,739，人口密度每平方公里29人。